# 23549 Epicles
23549 Epicles este o planetă minoră (asteroid), cu un diametru de 17,505 km, din Asteroid troian al lui Jupiter. A fost descoperită pe 9 martie 1994 la observatoire de la Côte d'Azur⁠(d) de Eric Walter Elst și a fost numită după Epicles⁠(d). 
Obiectul prezintă o orbită caracterizată de o semiaxă mare de 5,2606323 UAi, o excentricitate de 0,044, o înclinație de 9,04485 ° în raport cu ecliptica.